# تربیشو
تربیشو (به مجاری: Tőketerebes) یک شهرک در اسلواکی با جمعیت ۲۳٬۱۵۲ نفر است که در Trebišov District واقع شده‌است.